# Reuss-Burgk
Reuss-Burgk fue el nombre de un estado ubicado en el actual estado de Turingia que existió en dos periodos. El primer periodo ocurrió entre 1596 a 1640 y existió como señorío. En el segundo periodo, de 1668 a 1697, existió como señorío y más tarde como condado, ambas veces bajo el gobierno de la línea mayor de Reuss, una rama de la Casa de Reuss.

## Primera creación: Señorío

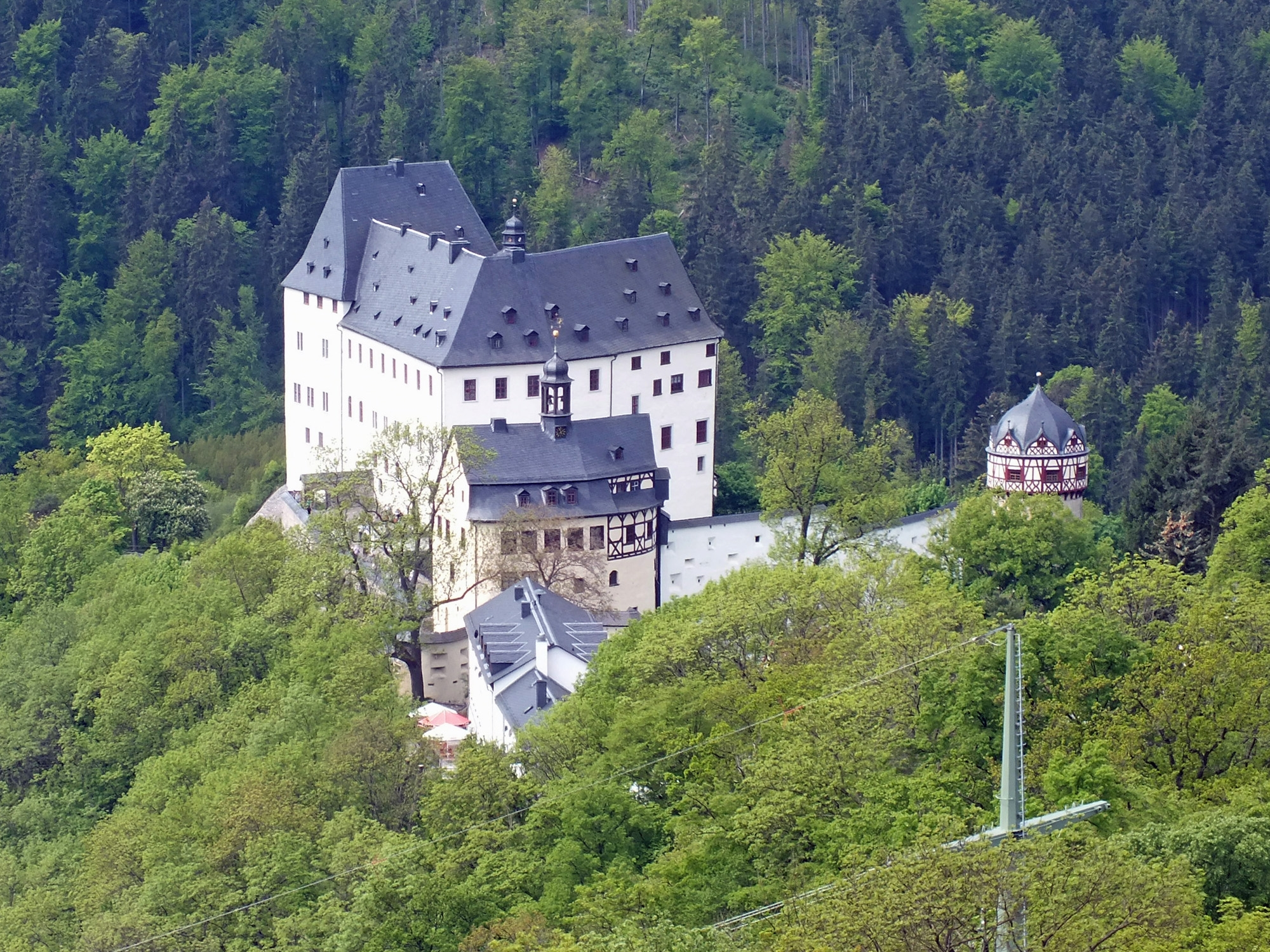
Castillo de Burgk

Entre el año 1583 hasta 1596 el señorío de Reuss-Untergreiz estaba dividida en I y II. Enrique II el Alto, hasta entonces señor de Reuss-Untergreiz I, obtuvo de esta partición el castillo de Burgk y los pueblos de Crispendorf, Dörflas, Erkmannsdorf, Grochwitz, Möschlitz, Mönchgrün, Pahnstangen, Neundorf, Plothen, Remptendorf y Roppisch. En 1596 Enrique el alto vendió Untergreiz I a su hermano Enrique V de Reuss-Untergreiz II, eligió Burgk como su residencia y se convirtió así en señor de Reuss-Burgk.
Enrique II el Alto murió en 1608 y fue sucedido por sus tres hijos, Enrique II el Otro, Enrique III y Enrique IV, quienes gobernaron conjuntamente. En 1616, Enrique III fue asesinado en circunstancias poco claras en la ciudad de Gefell por Georg Kästner.
También en el año 1616 la línea media desapareció y a Burgk se le añadieron varios pueblos. Estos incluían: Brückla, Friesau, Hain, Kauern, Lunzig, Mehla, Rauschengesees y Zoppothen. Enrique II y Enrique IV decidieron entonces dividir Burgk, convirtiéndose Enrique IV en señor de Reuss-Dölau independiente y Enrique II continuando viviendo en Burgk. Esta división se revirtió en 1636 cuando Enrique IV de Dölau murió sin descendencia y la zona volvió a manos de Burgk.
Enrique II el Otro murió en 1639 y fue sucedido por su hijo Enrique III. Cuando murió en 1640 sin descendencia, Burgk fue dividido entre Obergreiz y Untergreiz.

## Segunda creación: Condado
En el año 1668 se fundó nuevamente Reuss-Burgk. Después de la muerte de Enrique V de Untergreiz en 1667, el señorío fue dividido entre sus tres hijos. El hijo menor, Enrique V, se convirtió en señor de Reuss-Rothenthal. El hijo del medio, Enrique IV, permaneció como señor de Reuss-Untergreiz. El hijo mayor, Enrique II, se convirtió en señor de Reuss-Burgk. Esto incluía el castillo de Burgk y además los pueblos de Crispendorf, Dörflas, Mönchgrün, Neundorf, Pahnstangen y Plothen.

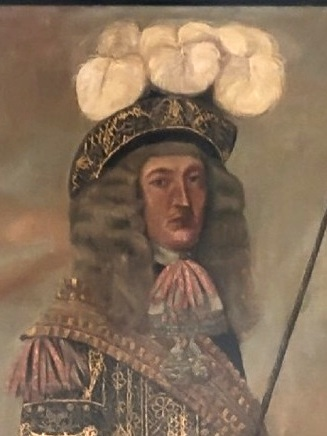
Enrique II, conde de Reuss-Burgk (1634-1697)

En 1673 los tres hermanos fueron elevados al rango de Condes Imperiales. Cuando Enrique II murió en 1697 sin descendencia, Burgk quedó dividido entre Untergreiz y Rothenthal.

## Gobernantes de Reuss-Burgk

### Primer periodo
- 1596-1608: Enrique II el Alto (1543-1608, hijo de Enrique XIV, antepasado de la línea mayor de Reuss), desde 1583 señor de Untergreiz I
- 1608-1639: Enrique II el Otro (1575-1639, hijo de Enrique II el Alto), junto con:
  - 1608-1616: Enrique III (1578-1616, hijo de Enrique II el Alto)
  - 1608-1616: Enrique IV (1580-1636, hijo de Enrique II el Alto), desde 1616 señor de Reuss-Dölau
- 1639-1640: Enrique III (1616-1640, hijo de Enrique II el Otro)

### Segundo periodo

#### Señor
- 1668-1673: Enrique II ( 1634-1697), hijo de Enrique V de Reuss-Untergreiz)

#### Conde
- 1673-1697: Enrique II , desde 1668 señor de Reuss-Burgk